# Fram (cykeltillverkare)
Fram är ett cykelmärke med anor från 1897 och som tillverkades i Uppsala fram till början på 1970-talet. Det blev senare känt under namnet Fram-King och produktionen flyttades under 1970-talet till Industrikompaniet King i Helsingborg.

## Historia
Firma B. Bernh. Öberg & Co grundades av Bernhard Öberg 1897 och började tillverka cyklar av märket Fram alldeles i närheten av konkurrenten Nymanbolagen. Namnet Fram kom troligen från Fridtjof Nansens skepp med samma namn.  Tillverkningen övertogs av AB Josef Erikssons Cykelfabrik (senare AB Josef Eriksson) 1905 och bolaget köptes sedan upp av Industrikompaniet King i Helsingborg, som börjat använda cykelmärket King 1932. 
Företaget bytte namn till Cykelfabriken Fram 1955 och två år senare tillverkade man den trehjuliga mikrobilen Fram-King-Fulda som slutmonterades på Helsingborgsfabriken, men efterfrågan var dålig. I stället var man under en tid agenter för de tyska trehjulingarna Messerschmitt Kabinenroller och Heinkel Trojan. 
År 1973 flyttades så gott som all tillverkning till Helsingborg. Cyklarna hette nu Fram-King, för att tyna bort helt under 1980-talet. Monark Cresent, som övertog Fram-King 1986, har sporadiskt använt sig av cykelmärket King. Cykelmärket Fram hör däremot till historien.

## Lokaler
Bernhard Öberg & Co hade lokaler vid Svartbäcksgatan 14 Uppsala. Josef Eriksson kom att ta över en stallbyggnad vid Österplan där fabriken kom att vara från 1917 fram till 1967 då en ny anläggning vid Verkstadsgatan 8 i Bolandsområdet utanför Uppsala togs i bruk. Efter att produktionen lämnat Verkstadsgatan kom vissa ramdelar att under en tid tillverkas i Brunna utanför Uppsala.
Frams gamla fabriksbyggnad, eller "Joffes" som den kallades, vid Österplan finns kvar och inrymmer idag bland annat teaterverksamhet. Likaså står den modernare fabriksbyggnaden vid Verkstadsgatan 8 kvar och inrymmer verkstadsföretag.